# OGLE-2013-BLG-0341LB
OGLE-2013-BLG-0341LB – czerwony karzeł o typie widmowym M9 z gwiazdozbioru Strzelca, tworzący razem z OGLE-2013-BLG-0341LA ciasny układ podwójny OGLE-2013-BLG-0341L. Masa każdego ze składników układu OGLE-2013-BLG-0341L wynosi około 10-15% masy Słońca. OGLE-2013-BLG-0341LB posiada jedną odkrytą planetę typu skalistego OGLE-2013-BLG-0341LB b.

## Charakterystyka
Układ znajduje się w odległości około 2971 lat świetlnych od Ziemi. Gwiazdy składające się na układ obiegają się w odległości około 15 j.a., masa gwiazd wynosi 0,15 i 0,13 M☉. W układzie znajduje się jedna znana planeta pozasłoneczna OGLE-2013-BLG-0341LB b, która okrąża tylko jedną z gwiazd.